# Marian Matzenauer
Marian Matzenauer (ur. 30 maja 1921 w Tarnopolu, zm. 19 lipca 1982 w Zakopanem) – polski dziennikarz sportowy.

## Życiorys
W czasie II wojny światowej był żołnierzem Armii Krajowej we Lwowie, za swoją służbę był odznaczony Brązowym Krzyżem Zasługi z Mieczami. W 1945 zdał maturę w krakowskim I Liceum Ogólnokształcące im. Bartłomieja Nowodworskiego, w 1951 ukończył studia w Wyższej Szkole Ekonomicznej w Krakowie. Od 1951 mieszkał w Zakopanem. Od 1952 współpracował z Przeglądem Sportowym, od 1959 aż do śmierci pracował w Polskiej Agencji Prasowej, w oddziale zakopiańskim. Był korespondentem PAP i Przeglądu Sportowego na czterech zimowych i dwóch letnich igrzyskach olimpijskich, a także kilkunastu mistrzostwach świata w narciarstwie, lotach narciarskich i biathlonie. Był szefem biura prasowego w Seefeld, w czasie Igrzysk Olimpijskich w Innsbrucku w 1964 (narciarstwo klasyczne i biathlon), wielokrotnie szefem biura prasowego Memoriału Bronisława Czecha i Heleny Marusarzówny, pomysłodawcą Biegu Sylwestrowego w Zakopanem.
Opublikował książkę Kronika śnieżnych tras (1977) - z Ludwikiem Fischerem i Józefem Kapeniakiem.
Spoczywa na Nowym Cmentarzu w Zakopanem (kwatera P2-B-6).

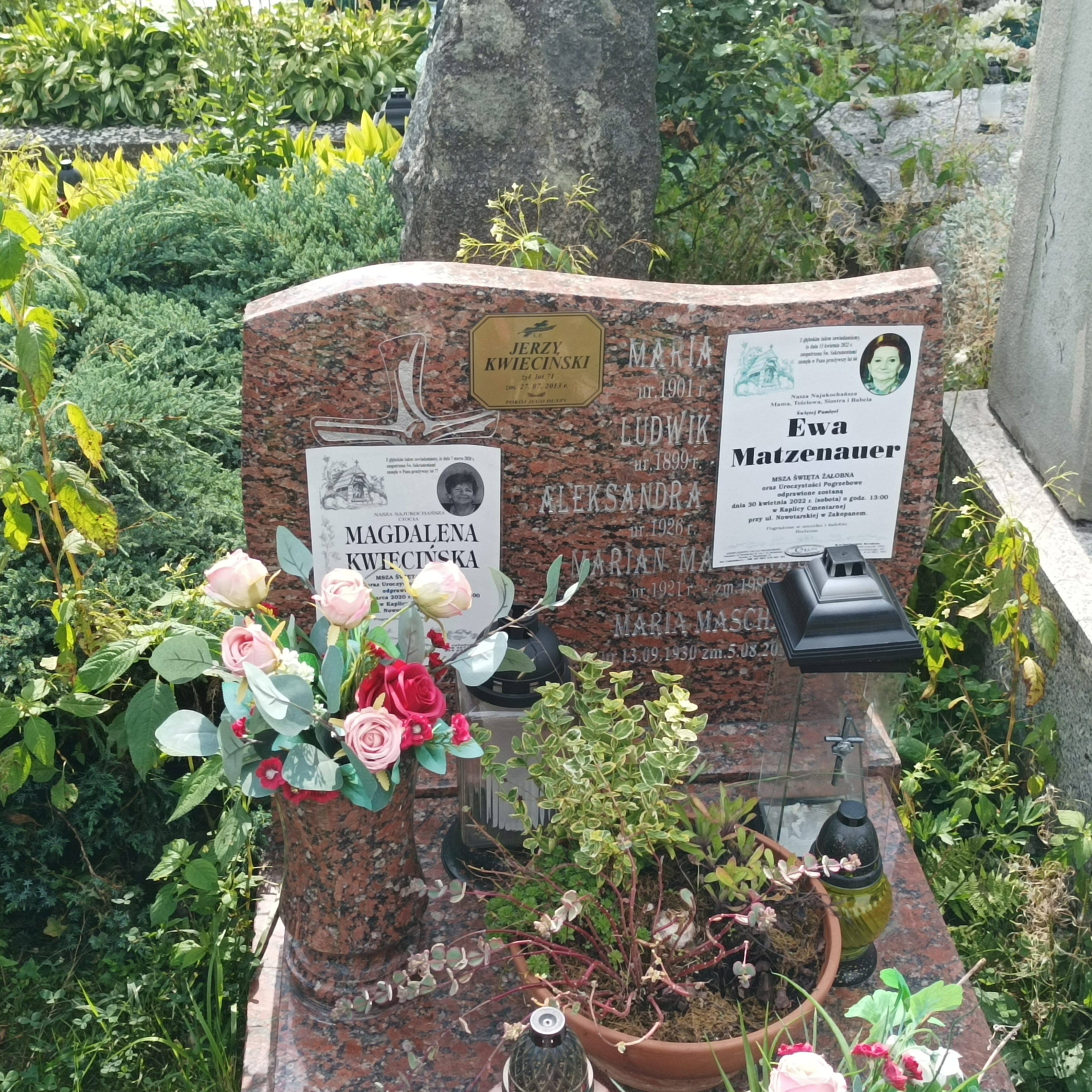
Grób Mariana Matzenauera na Nowym Cmentarzu w Zakopanem